# Шотландское кафе (Львов)
«Шотла́ндское кафе» (пол. Kawiarnia Szkocka) — кофейня, существовавшая в центральной части Львова (Украина), на бывшей Академической площади (ныне проспект Шевченко). Кафе находилось неподалёку от старого здания главного корпуса Львовского университета, где он размещался в 1851—1920 годах, в австрийский и австро-венгерский период истории города. «Шотландское кафе» было местом встреч людей разнообразных сословий и положений: здесь встречались профессора университета, влюблённые, сплетницы, одинокие читатели газет, библиофилы, бильярдисты, еврейская интеллигенция, студенты.
В советские времена в здании бывшего «Шотландского кафе» находилось кафе «Радуга», позже — отделение банка. Впоследствии здание переоборудовали под гостиницу «Атлас», а в 2015 году на первом этаже здания вновь открылся ресторан с названием «Шотландская кофейня».
Кафе дало имя так называемой «шотландской математической школе» (ныне более известной как львовская математическая школа). Львовские математики часто встречались в этом кафе, обсуждали свои теории и делали записи на мраморных столиках кафе, а позже — в так называемой «Шотландской книге», толстой тетради, которую хранила супруга Стефана Банаха. Среди «шотландских математиков» были Стефан Банах, Станислав Улам, Станислав Мазур, Карл Барсук, Герман Ауэрбах, Вацлав Серпинский, Казимир Куратовский, Джон фон Нейман. «Шотландская книга», которую вывез во Вроцлав сын Банаха, сохранила множество решённых и нерешённых математических задач. Последние задачи в «Шотландской книге» относятся к 1941 году, времени накануне вступления германских оккупационных войск во Львов.